# Parafia bł. Edmunda Bojanowskiego w Gostyniu
Parafia błogosławionego Edmunda Bojanowskiego w Gostyniu – jedna z czterech rzymskokatolickich parafii w mieście Gostyń, należy do dekanatu gostyńskiego. Erygowana w 2001. Kościół parafialny zbudowany w latach 2000–2004. Mieści się przy ulicy ks. Jana Twardowskiego.